# حزب سبز (رومانی)
حزب سبز (رومانیایی: Partidul Verde) که اغلب به صورت خلاصه شده سبزها (The Greens) بیان می‌شود: حزب سیاسی چپ میانه در رومانی است که از لحاظ ایدئولوژی از سیاست‌های سبز و محیط زیست‌گرایی پیروی می‌کند. حزب سبز، تنها حزب سیاسی در رومانی است که عضو حزب سبز اروپا (کوته نوشت به انگلیسی: EGP) می‌باشد. بدین ترتیب، این حزب عضو حقوق کامل حزب سبز اروپا (EGP) است که نماینده ائتلاف آزاد سبزهای اروپا در پارلمان اروپا می‌باشد.